# Peggy Whitson
Peggy Annette Whitson (Beaconsfield, 9 de febrero de 1960) es una investigadora bioquímica estadounidense. Fue astronauta jefa de la NASA, hasta que en junio de 2018 anunció su retirada, siendo actualmente el estadounidense y la mujer del mundo que más días ha estado en órbita: 665 días, 22 horas y 22 minutos. Su primera misión espacial fue en 2002, con una estancia extendida a bordo de la Estación Espacial Internacional como miembro de la Expedición 5. Su segunda misión fue el 10 de octubre de 2007, cuando fue la primera comandante mujer de la Expedición 16. Con su dos estancias de larga duración a bordo del ISS, Whitson es la más experimentada astronauta mujer de la NASA, y la que ostenta el récord de cantidad de días en el espacio entre todos los astronautas de la NASA. Eso la coloca vigésima novena entre todos los aviadores espaciales. En 2016 formó parte de la tripulación de la Expedición 50/51/52 permaneciendo en la ISS un total de 289 días.
El vuelo de misión de transbordador espacial STS-120 es comandado por la astronauta mujer Pam Melroy, siendo la primera vez que en dos misiones sus comandantes han sido mujeres.
El 18 de diciembre de 2007, durante la cuarta caminata espacial de la Expedición 16 para inspeccionar la Estructura de armazón integrada (SARJ), el equipo de tierra informó que Whitson se había convertido en la astronauta mujer con más horas acumulables EVA en la historia de la NASA, así como la mayor cantidad de EVAs, con su quinta EVA. Con tres horas y 37 min de caminata espacial, Whitson superó a la astronauta de la NASA Sunita Williams con un tiempo total hasta ese momento de 29 horas y 18 minutos. Al finalizar la quinta EVA de Whitson, el tiempo acumulado de EVA Whitson fue de 32 horas y 36 minutos colocándola en el lugar 20 de tiempo total de EVA y con su sexta caminata espacial, también en la Expedición 16, acumuló 39 horas y 46 minutos, ranqueándola 23ª EVA total a noviembre de 2009.
En 2007, Whitson se convirtió en la primera mujer astronatuta en comandar la Estación Espacial Internacional. El 24 de abril del año 2017, Whitson superó el récord de días acumulados en el espacio respecto de cualquier otro astronauta de la NASA, con más de 534 días.

## Biografía
Whitson nació en Monte Ayr, Iowa, y creció en una granja fuera de la ciudad cercana a Beaconsfield, Iowa. Se graduó del Mount Ayr Instituto Comunitario en 1978 y recibió un bachelor de grado de ciencia en biología y química de Iowa Wesleyan Universidad en 1981. Y su grado de doctorado en bioquímica por la Universidad Rice en 1985, y , continuando en Rice como miembro "Robert A. Welch posdoctoral hasta octubre de 1986. Está casada con Clarence F. Sams, Ph.D.

## Carrera
Siguiendo su membresía en Rice, trabajó en el Johnson Centro Espacial en Houston, Texas, como consejera de Búsqueda Nacional residente asociada. De abril de 1988 hasta septiembre de 1989, sirvió como supervisora del Grupo de Búsqueda de Bioquímica en KRUG Internacional, un contratista de ciencias médicas en el NASA-JSC.
De 1991 a 1997, fue invitada para ser profesora adjunta en el Departamento de Medicina Interna, y Departamento de Química Biológica Humana y Genética en la Universidad de Texas Rama Médica en Galveston, Texas. En 1997, empezó una posición como profesora adjunta en la Universidad Rice en el Maybee Laboratorio para Ingeniería Bioquímica y Genética.
De 1992 a 1995, sirvió como científica de proyecto para el Programa Shuttle-Mir y, hasta su selección como candidata a astronauta en 1996, como Jefa de División de Ciencias Médicas en el Johnson Centro Espacial.

## Carrera en la NASA

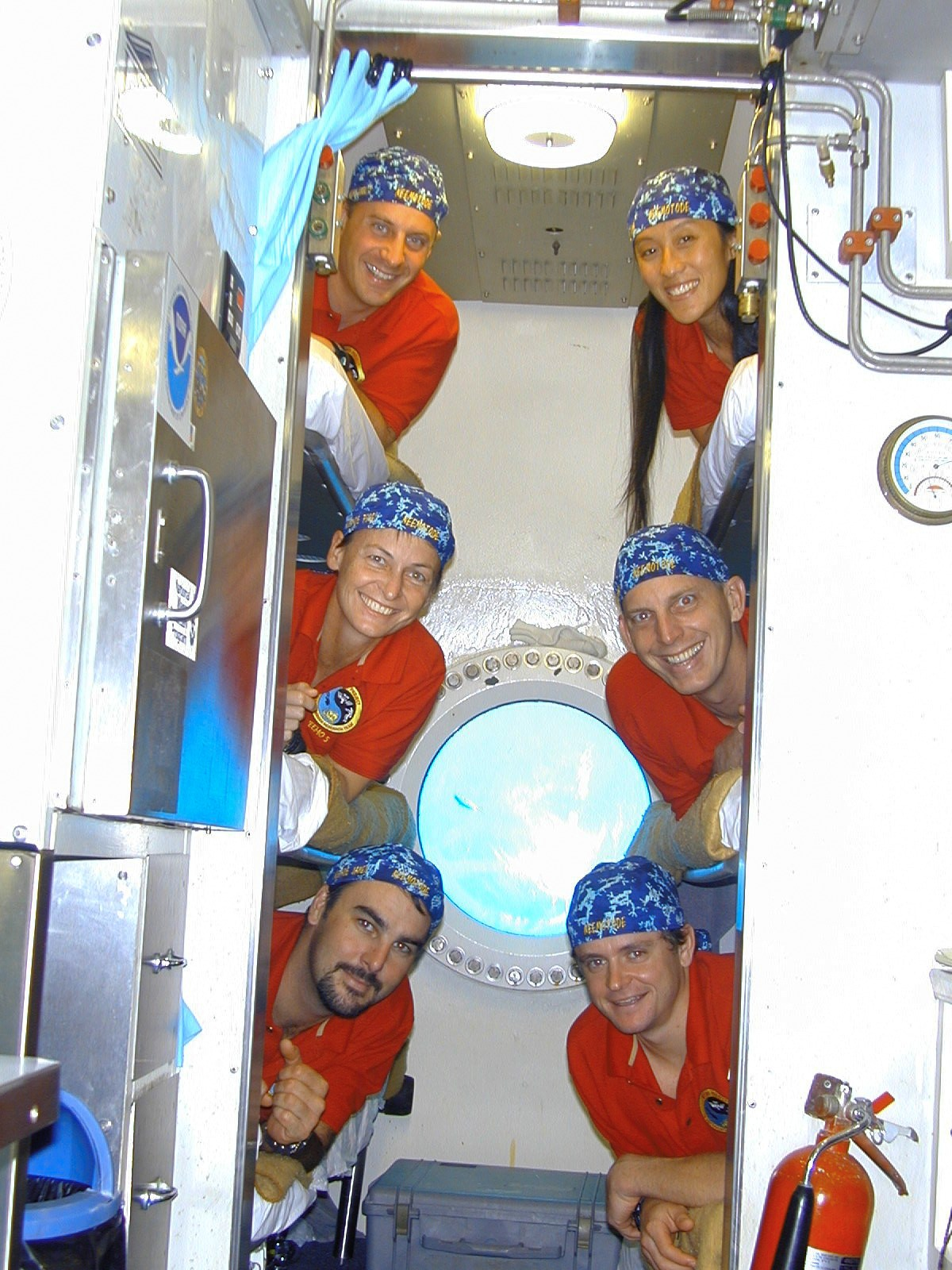
NEEMO 5 miembros de tripulación se ven en el bunkroom a bordo del Aquarius hábitat de búsqueda. Arriba, L-R: Garrett Reisman, Emma Hwang; Medio: Whitson, Clayton Anderson; Inferior: James Talacek, Ryan Snow.

De 1989 a 1993, trabajó como bioquímica de estudios en el Biomedical Operaciones y Rama de Búsqueda en el NASA-JSC. De 1991 a 1993, fue monitora técnica de los Laboratorios de Búsqueda de Bioquímica en el Biomedical Operations. De 1991 a 1992, fue desarrolladora de elementos de carga útil para la investigación con células madres de médula (E10) a bordo SL-J (STS-47), y miembro de la Junta de EE. UU.-URSS en Biología y Medicina Espaciales. En 1992, nombrada científica de Proyecto del Programa Shuttle-Mir (STS-60, STS-63, STS-71, Mir 18, Mir 19) y sirvió en esa capacidad hasta la conclusión de la Fase 1A Programa en 1995. De 1993 a 1996, Whitson tuvo responsabilidades adicionales de Jefa de División de la División de Ciencias Médicas en el NASA-JSC. De 1995 a 1996, fue co-cátedra del Grupo EE. UU.-Rusia de Ciencia.
En abril de 1996, fue seleccionada candidata de astronauta y empezó a entrenar en agosto de 1996. Al completar los dos años de entrenamiento y evaluación, fue asignada a deberes técnicas en la Oficina de Operaciones de Astronautas, y participó en el Equipo de Soporte de Prueba de Tripulación en Rusia de 1998 a 1999. En junio de 2003, fue comandante de la Misión NEEMO 5 a bordo del Laboratorio Submarino Aquarius, viviendo y trabajando allí catorce días.
De noviembre de 2003 a marzo de 2005, fue Jefa de la Oficina de Astronauta. De marzo de 2005 a noviembre de 2005, fue Jefa de la Rama de Operaciones de la Estación, Oficina de Astronauta. Y entrenó como suplente de seguridad Comandante del ISS para la Expedición 14 de noviembre de 2005 a septiembre de 2006, y como Comandante de la ISS para la Expedición 16, lanzada en octubre de 2007, en la Soyuz TMA-11. Durante esa Expedición 16 superó a Sunita Williams como la mujer con más caminatas espaciales.
Fue Jefa de la Oficina de Astronauta hasta julio de 2012 y, como tal, responsable de actividades de preparación de la misión de tripulaciones de la Estación Espacial Internacional y su personal de soporte.

## Experiencia en vuelos espaciales

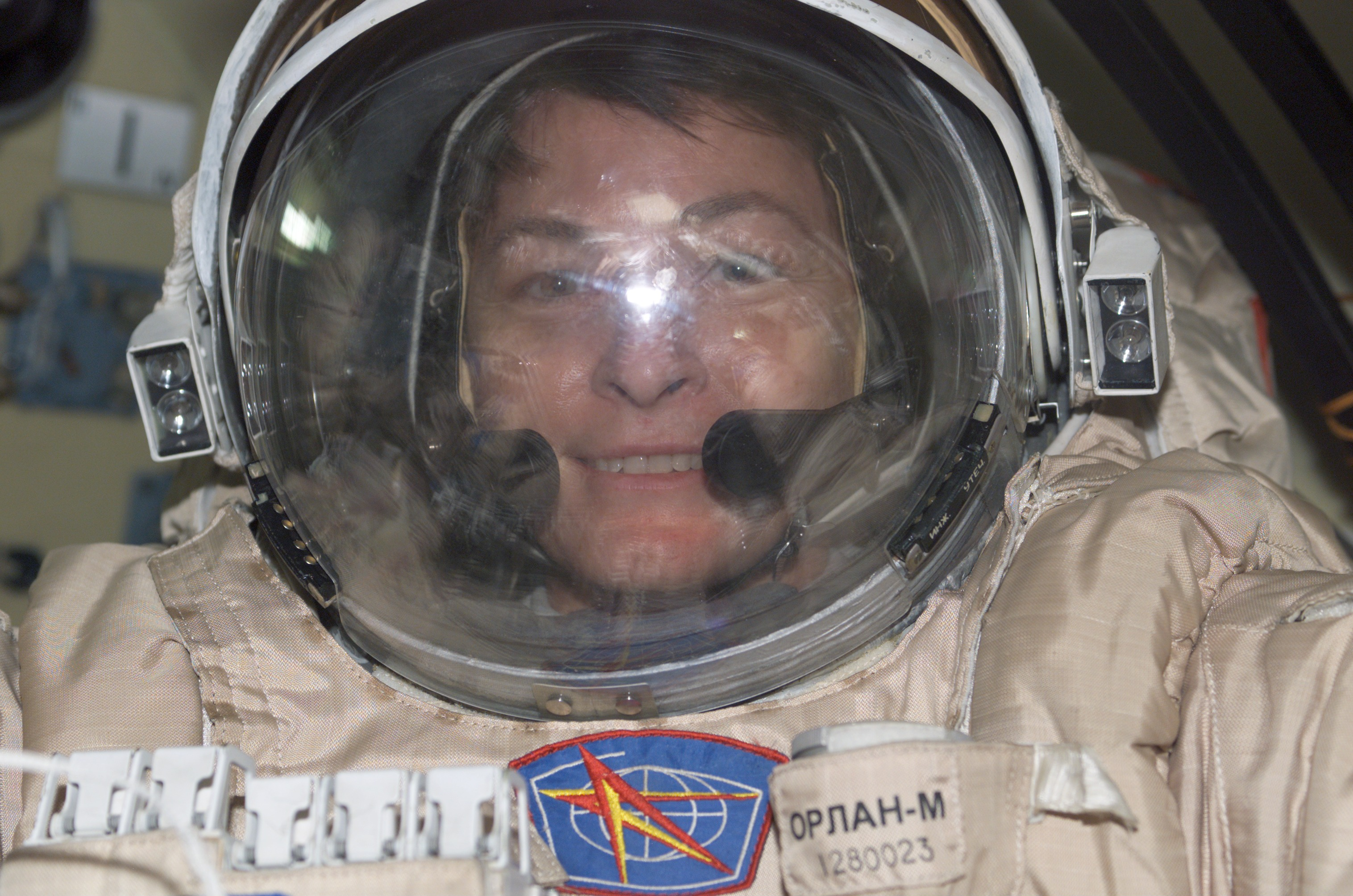
Peggy Whitson en curso de preparación de su caminata espacial durante la Expedición 5

### Expedición 5
La tripulación de la Expedición 5 fue lanzada el 5 de junio de 2002, a bordo de la STS-111 y se acopló con la Estación Espacial Internacional el 7 de junio de 2002. Durante su estancia de seis meses a bordo de la Estación Espacial, Whitson instaló el Sistema de Base Móvil, el segmento S1 truss, y el P1 truss sistema de manipulación utilizado en la estación espacial; actuando 4 h y 25 min de caminata espacial en un traje espacial Orlan ruso para instalar blindaje a micrometeoros en el Zvezda Módulo de Servicio; y activó y comprobó el Microgravity Sciences Glovebox, un bastidor de carga útil de clase de instalación.
Whitson fue nombrada la primera Oficial de Ciencia de la NASA durante su estancia, y condujo 21 investigaciones en ciencias de vida humana y ciencias de la microgravedad, así como cargas útiles comerciales. La tripulación de la Expedición 5 regresó a Tierra a bordo de la STS-113 el 7 de diciembre de 2002. Completando su primer vuelo, Whitson registró 184 días, 22 h y 14 min en el espacio.

### Expedición 16
Su segunda misión, Expedición 16, se lanzó el 10 de octubre de 2007, en Soyuz TMA-11. Junto con sus miembros de la Expedición 16 Yuri Malenchenko y participante Yi Tan-yeon, regresando a la Tierra en Soyuz TMA-11 el 19 de abril de 2008. La reentrada fue notable por el fracaso del módulo de propulsión Soyuz para separarse adecuadamente, y el posterior "reingreso balístico", que sometió a la tripulación a fuerzas aproximadamente ocho veces mayor que la de la gravedad. Ocupó 191 días, 19 h y 8 min en el espacio en esa misión.

### Expedición 50/51/52
En 2016 viajó a la estación espacial con la Expedición 50/51/52, lanzada el 17 de noviembre de 2016 en la Soyuz MS-03. Fue comandante de esa Expedición 51. Con su estancia en la de Expedición 50/51/52 con sus 56 años, consiguió varios records: El de la mujer de mayor edad en volar al espacio, que ostento hasta el año 2021, cuando volo Wally Funk con Blue Origin a sus 82 años; El récord de permanencia seguida de 289 días en el espacio para una mujer, siendo actualmente el cuarto récord americano, superado en el año 2019/20 por la astronauta Cristina koch con 329 días de permanencia para una mujer;
El récord de la persona y mujer estadounidense con más tiempo en el espacio de forma acumulada con un total de 665 días y 22 horas, además de ostentar el récord de la mujer con más tiempo realizando EVA,s con un total de 60 horas y 21 minutos de actividades extravehiculares, siendo también la mujer con más caminatas espaciales, con un total de 10. Además de ser la única mujer que ha sido 2 veces comante de la ISS
En junio de 2018 anunció su retirada tras ser la estadounidense que más días ha estado en órbita: 665 días, 22 horas y 22 minutos.

## Carrera posterior a la NASA

### Expedición 67-Visita AX-1
Actualmente trabaja para la compañía estadounidense Axiom Space, que consiguió un acuerdo para el vuelo SpaceX Axiom Space-1 con SpaceX, en el que el ex-astronauta profesional de la NASA, español nacionalizado americano y que trabaja actualmente para Axiom voló con tres clientes a la ISS a bordo de la Dragon 2. Inicialmente el vuelo se planificó para finales de 2021 y más tarde para febrero de 2022. Finalmente despego el 8 de abril de 2022. El 26 de enero de 2021, la empresa Axiom Space anunció que Whitson formaría parte de la tripulación de reserva de la misión SpaceX Axiom Space-1 como tripulante de Reserva del comandante de esta misión. Esta prevista como comandante de la misión SpaceX Axiom Space-2 junto con el piloto John Shoffner a la ISS para el 22 de mayo de 2023.

## Premios y honores
| - NASA Medalla de Liderazgo Excepcional (2006) - NASA Medalla de Vuelo Espacial (2002) - Las patentes otorgadas (1997, 1998) - Premio de Consecución del grupo para Shuttle-Mir Programa (1996) - Americano Astronautical Sociedad Randolph Lovelace II Premio (1995) - Tecnología de NASA Premio Breve (1995) - NASA Premio de Tablero de Acto Espacial (1995, 1998) - Plata de NASA Snoopy Premio (1995) - NASA Medalla de Servicio Excepcional (1995, 2003, 2006) - NASA Premio de Acto Espacial para Aplicación de Patente | - NASA Medalla de Liderazgo Excepcional (2006) - NASA Medalla de Vuelo Espacial (2002) - Las patentes otorgadas (1997, 1998) - Premio de Consecución del grupo para Shuttle-Mir Programa (1996) - Americano Astronautical Sociedad Randolph Lovelace II Premio (1995) - Tecnología de NASA Premio Breve (1995) - NASA Premio de Tablero de Acto Espacial (1995, 1998) - Plata de NASA Snoopy Premio (1995) - NASA Medalla de Servicio Excepcional (1995, 2003, 2006) - NASA Premio de Acto Espacial para Aplicación de Patente | - NASA Medalla de Liderazgo Excepcional (2006) - NASA Medalla de Vuelo Espacial (2002) - Las patentes otorgadas (1997, 1998) - Premio de Consecución del grupo para Shuttle-Mir Programa (1996) - Americano Astronautical Sociedad Randolph Lovelace II Premio (1995) - Tecnología de NASA Premio Breve (1995) - NASA Premio de Tablero de Acto Espacial (1995, 1998) - Plata de NASA Snoopy Premio (1995) - NASA Medalla de Servicio Excepcional (1995, 2003, 2006) - NASA Premio de Acto Espacial para Aplicación de Patente | - Certificado de NASA de Commendation (1994) - NASA Sostuvo Premio de Rendimiento Superior (1990) - Medalla "Para Mérito en Exploración Espacial" (Rusia, 12 de abril de 2011) @– para contribución excepcional al desarrollo de cooperación internacional en manned vuelo espacial - Krug Premio de Mérito internacional (1989) - NASA-JSC Consejo de Búsqueda Nacional la búsqueda Residente Asocia (1986@–1988) - Robert Un. Welch Postdoctoral Camaradería (1985@–1986) - Robert Un. Welch Predoctoral Camaradería (1982@–1985) - Summa Cum Laude de Iowa Wesleyan Universidad (1981) - El corro de Honor del presidente (1978@–81) - Furgoneta naranja Calhoun Beca (1980) - Estatal de Becario de Iowa (1979) - Premio de Excelencia académica (1978) |